# مونوسیتوپنی
مونوسیتوپنی (انگلیسی: Monocytopenia) نوعی از لکوپنی است که با کمبود مونوسیت‌ها همراه است. علل مونوسیتوپنی عبارتند از: عفونت‌های حاد، استرس، درمان با گلوکوکورتیکوئیدها، کم‌خونی آپلاستیک، لوسمی سلولی مویی، لوسمی حاد میلوئیدی، درمان با داروهای میلوتوکسیک و سندرم‌های ژنتیکی، به عنوان مثال سندرم MonoMAC.
مونوسیتوپنی به عنوان معیاری برای پیش‌بینی نوتروپنی پیشنهاد شده است، اگرچه برخی پژوهش‌ها نشان می‌دهد که موثرتر از لنفوپنی است.

## علل
برخی از علل عبارتند از:
- عفونت‌های حاد
- فشار و استرس
- درمان با گلوکوکورتیکوئیدها
- کم‌خونی آپلاستیک
- لوسمی سلول مویی
- لوسمی میلوئید حاد
- درمان با داروهای میلوتوکسیک
- سندرم‌های ژنتیکی (به عنوان مثال: سندرم MonoMAC)

## تشخیص
- آزمایش خون (CBC) (محدوده طبیعی مونوسیت‌ها: ۱-۱۰%) (محدوده طبیعی در مردان: ۰.۲-۰.۸ x ۱۰۳ / میکرولیتر)
- بررسی آزمایش خون برای مونوسیتوپنی (محدوده غیر طبیعی: <۱%) (محدوده غیر طبیعی در مردان: <۰.۲ ۱۰۳ / میکرولیتر)